# Le Village aux portes du paradis
 (mai 2025).
Pour plus de détails, voir Fiche technique et Distribution.
Le Village aux portes du paradis (The Village next to Paradise) est un film dramatique austro-germano-franco-somalien réalisé par Mo Harawe et sorti en 2024. Il a été présenté pour la première fois au Festival de Cannes 2024, en compétition dans la section Un Certain Regard.

## Synopsis
Le film s’ouvre sur le danger représenté par les drones de la guerre civile et l'insécurité correspondante. Dans un village du désert somalien, Mamargade est un père attentif, soucieux de l’avenir de son fils Cigaal. Sa soeur divorcée Araweelo vient vivre avec eux. Chacun tente sa voie pour assurer leur survie. Il faudra de la solidarité pour se rapprocher du paradis.

## Fiche Technique
Sauf indication contraire, les informations mentionnées dans cette section peuvent être confirmées par les bases de données cinématographiques  présentes dans la section « Liens externes ».
- Titre français : Le Village aux portes du paradis
- Titre original : The Village next to Paradise
- Réalisation : Mo Harawe
- Scénario : Mo Harawe
- Costumes : Sarah Ismail
- Photographie : Mostafa El Kashef
- Son : Guadalupe Cassius, Anne Gibourg, Willis Abuto, Christophe Vingtrinier
- Montage : Joana Scrinzi
- Production : Maanmaal ACC, Niko Films, Kazak Productions
- Société de distribution : Jour2fête (France)
- Pays de production : Autriche, Allemagne, France, Somalie
- Langue originale : Somali
- Format : couleur — 1,85:1 — son 5.1
- Genre : drame
- Durée : 134 minutes
- Dates de sortie :
  - France : mai 2024 (Festival de Cannes) ; 9 avril 2025 (sortie nationale)

## Distribution
- Ahmed Ali Farah : Mamargade
- Anab Ahmed Ibrahim : Araweelo
- Ahmed Mohamud Saleban : Cigaal

## Distinctions

### Récompenses
- Festival international du film de Marrakech 2024 : Prix du jury[3]
- Festival War on Screen 2025 : Grand prix du jury[4]
- Festival des Cinémas d’Afrique du pays d’Apt 2024 : Prix du jury jeunes

### Sélections
- Festival de Cannes 2024 : Un Certain Regard